# 프라이부르크 대학교

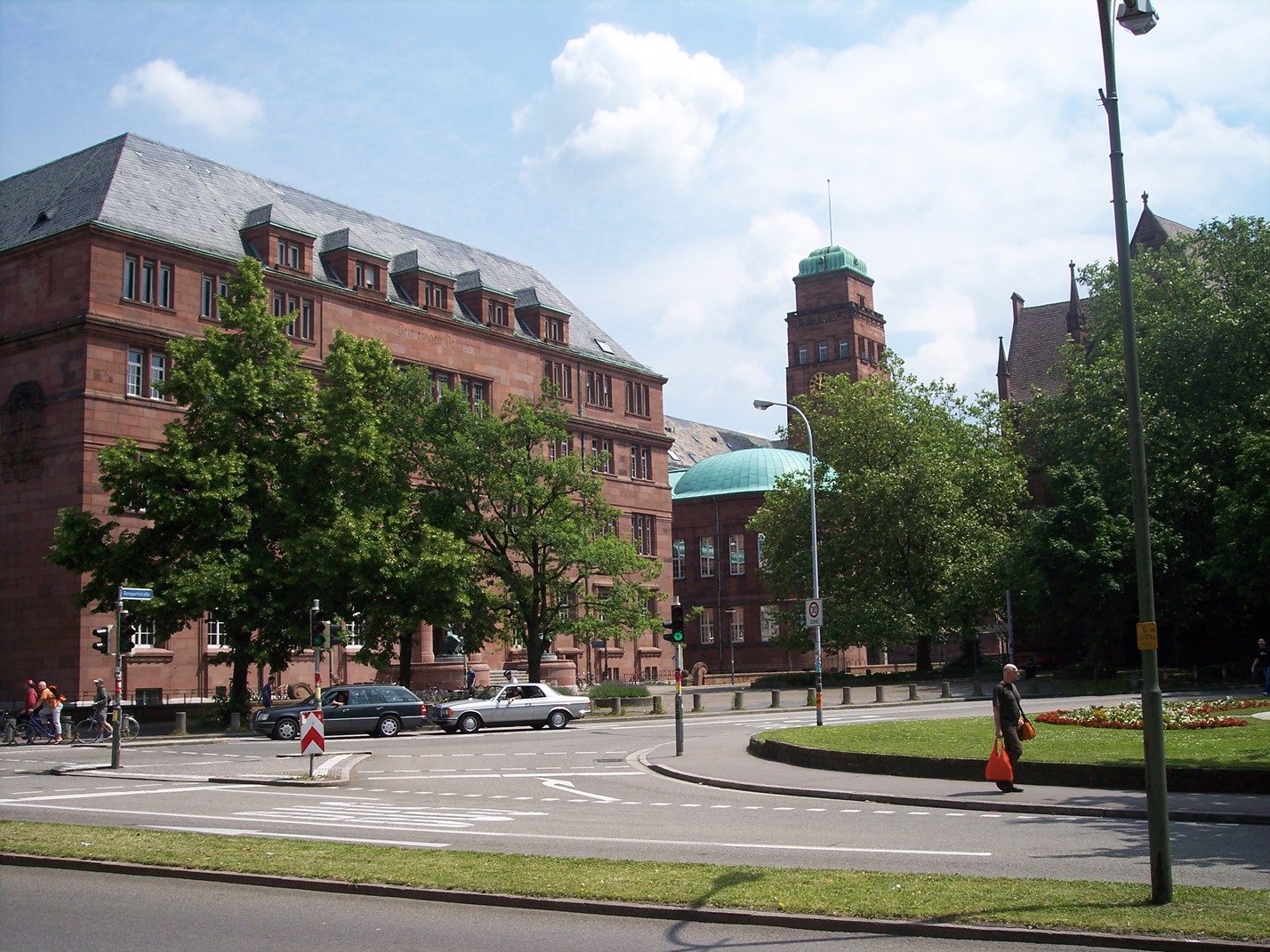
프라이부르크 대학교 일부

알베르트 루트비히 프라이부르크 대학교(독일어: Albert-Ludwigs-Universität Freiburg)는 독일 남서부의 바덴뷔르템베르크주 프라이부르크에 위치한 대학이다. 

## 설립
15세기 중반 당시 오스트리아의 합스부르크 왕가에 속했던 프라이부르크에서 대공 알브레히트 6세가 설립하였다. 당시는 신학, 법학, 의학, 철학의 4개 과로 설립되었으나, 지금은 15개의 학부와 2만 명 이상의 학생이 있는 종합 대학이다.

## 대학 순위
2018년 독일 슈피겔지에서 발표한 대학순위에 따르면 뮌헨공과대학에 이어 독일 내 2위를 차지했고 영국 타임즈지(THE;Times Higher Education)에서 발표한 2018년 세계대학랭킹에 따르면 유럽 내 6등, 세계 82등, 특히 인문사회과학분야에서 세계 42등에 오르며 높은 수준의 교육을 선보였다.

## 동문
경제학에서 프라이부르크학파를 창시한 경제학자 발터 오이켄과 노벨 경제학상 수상자인 경제학자 폰 하이에크가 교수로 재직했고, 철학자 야스퍼스, 후썰, 마르틴 하이데거, 한나 아렌트, 마르쿠제, 사회학자 막스 베버, 노벨 의학상 수상자 게오르게 쾰러, 한스 슈페만, 로베르 바라뉘, 하랄트 쭈어하우젠, 필립 쇼봘터 헨크, 오토 프릿츠 마이어호프, 베르트 삭크만, 독일연방공화국 총리 콘라트 아데나워, 화학자 죄르지 헤베시, 생화학자 핸스 애돌프 크레브스 등이 이 대학 출신이다.